# Albefeuille-Lagarde
Albefeuille-Lagarde település Franciaországban, Tarn-et-Garonne megyében. Lakosainak száma 590 fő (2022. január 1.). Albefeuille-Lagarde Barry-d’Islemade, La Ville-Dieu-du-Temple, Montauban, Montbeton és Villemade községekkel határos.

## Népesség
A település népessége az elmúlt években az alábbi módon változott:
| Lakosok száma | 611  | 622  | 647  | 633  | 630  | 627  | 614  | 602  | 590  |
|               | 2013 | 2015 | 2016 | 2017 | 2018 | 2019 | 2020 | 2021 | 2022 |